# Wolfgang Hell
Wolfgang Hell (Bolzano, 19 settembre 1980) è un ex sciatore alpino italiano.

## Biografia
Attivo in gare FIS dal dicembre del 1995, Hell esordì in Coppa Europa il 14 febbraio 1998 a Nova Levante/Passo di Costalunga in slalom speciale e in Coppa del Mondo il 21 dicembre 2008 in Alta Badia in slalom gigante, in entrambi i casi senza completare la gara. In Coppa Europa  ottenne il primo podio il 14 gennaio 2009 a Oberjoch in slalom gigante (3º) e l'unica vittoria, nonché secondo e ultimo podio, il 13 marzo 2009 a Crans-Montana nella medesima specialità.
Colse il suo miglior piazzamento in Coppa del Mondo nell'ultima gara disputata nel circuito, lo slalom gigante di Kranjska Gora del 30 gennaio 2010 (27º),  e si ritirò al termine di quella stessa stagione 2009-2010; la sua ultima gara fu slalom speciale FIS disputato a Pampeago il 9 aprile e chiuso da Hell all'11º posto. In carriera non prese parte né a rassegne olimpiche né iridate.

## Palmarès

### Coppa del Mondo
- Miglior piazzamento in classifica generale: 147º nel 2010

### Coppa Europa
- Miglior piazzamento in classifica generale: 18º nel 2009
- 2 podi:
  - 1 vittoria
  - 1 terzo posto

#### Coppa Europa - vittorie
| Data          | Località      | Paese    | Specialità |
| ------------- | ------------- | -------- | ---------- |
| 13 marzo 2009 | Crans-Montana | Svizzera | GS         |

Legenda:

GS = slalom gigante